# Publio Titio
Publio Titio (o Ticio) (en latín, Publius  Titius) fue un tribuno de la plebe de la antigua Roma en el 43 a. C. que propuso la ley que creó los triunviratos de ese año. Poco antes había destituido a su colega Publio Servilio Casca porque había huido de Roma por temor a la venganza de Cayo Julio César Octaviano por su implicación en el asesinato de Julio César. Murió aquel mismo año, durante su año en el cargo de tribuno, cumpliendo así con la leyenda de que el que privaba a un colega de su magistratura, no vivía para ver el final de la suya propia.